# Faunis leucida
Faunis leucida är en fjärilsart som beskrevs av Semper 1876. Faunis leucida ingår i släktet Faunis och familjen praktfjärilar. Inga underarter finns listade i Catalogue of Life.